# Киёхара Тама
Киёхара Тама (яп. 清原玉, 1861—1939), известна также как Киёхара Отама (яп. 清原お玉), Элеонора Рагуза (яп. エレオノーラ・ラグーザ) или Рагуза Тама (яп. ラグーザ・玉) — японская художница, большую часть жизни прожившая в сицилийском городе Палермо. Её девичье имя — Киёхара Тамаё (яп. 清原多代).

## Биография
Киёхара Тамаё была второй дочерью Киёхара Эиносукэ (Kiyohara Einosuke), менеджера известного храма Сиба-Синбори (Shiba-Shinbori) в Минато, Токио, Япония.
Ещё до поступления в начальную школу она начала серьёзно учиться живописи у японского мастера. Её жизнь внезапно изменилась, когда сицилийский скульптор Винченцо Рагуза (Vincenzo Ragusa), у которого она была моделью когда ей было всего 17 лет, после шестилетнего пребывания в Японии в качестве профессора по скульптуре решил в 1882 году уехать на родину вместе с Киёхара Эиносукэ, его женой и 21-летней Тамаё.
В Палермо Винченцо Рагуза открыл Высшую школу прикладного искусства, устроив Киёхара и его жену преподавателями техники японского лака. Но из-за сложностей с приобретением сырья школу закрыли, и после шести лет пребывания в Палермо Киёхара с женой вернулся в Японию. Их дочь Тамаё, которая в 1889 году вышла замуж за Рагузу и взяла итальянское имя Элеонора Рагуза, осталась в Италии.
Элеонора Рагуза была назначена вице-руководителем художественной школы Винченцо, открытой в Палермо. Школа, названная как «Художественно-промышленный музей, Scuole Officine» (Museo Artistico Industriale, Scuole Officine), была открыта в 1884 году на государственные средства в Palazzo Belvedere (Casa Benzo). Винченцо Рагуза возглавил мужскую секцию, Киёхара — женскую. Школа до сих пор существует, известна как «Государственный институт искусства Палермо — Винченцо Рагуза Отама Киёхара» (Istituto Statale D'Arte di Palermo - Vincenzo Ragusa Otama Kiyohara).
В 1927 году, после смерти мужа, японские газеты «Osaka Mainichi Shinbun» и «Tokyo Nichinichi Shinbun», опубликовали серию историй о Киёхара Тамаё, что принесло ей известность на родине.
Покинув Японию почти пятьдесят лет назад, Киёхара с трудом разговаривала на родном языке, тем не менее она решила вернуться на родину. После возвращения она открыла ателье в Сиба-Синбори, где умерла несколько лет спустя.
Согласно завещанию, часть её пепла схоронена в Японии — в семейном храме Тёгэн-дзи (Chōgen-ji), другая — у могилы мужа на Палермском кладбище (Cimitero di Santa Maria dei Rotoli).

## Творчество
Киёхара была самобытной художницей с большим талантом, ею было написано много картин и рисунков, но большинство работ, которые она оставила в Японии, было уничтожено во время Второй мировой войны, в то время как произведения, оставшиеся в Италии, находятся в различных частных коллекциях. Кроме того, она работала как художница-репортер для суда и газет.

#### Картины и рисунки
- Девушки в лодке на озере (Ragazze in barca sul lago, olio su tela, 168 x 250 cm)[3]
- La Notte dll'Ascensione, olio su tela
- Автопортрет, 1884[4]

## Галерея

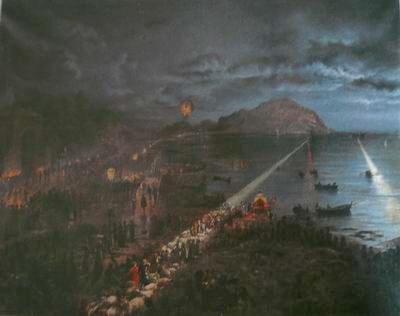
Тама Киёхара. La Notte dell'Ascensione
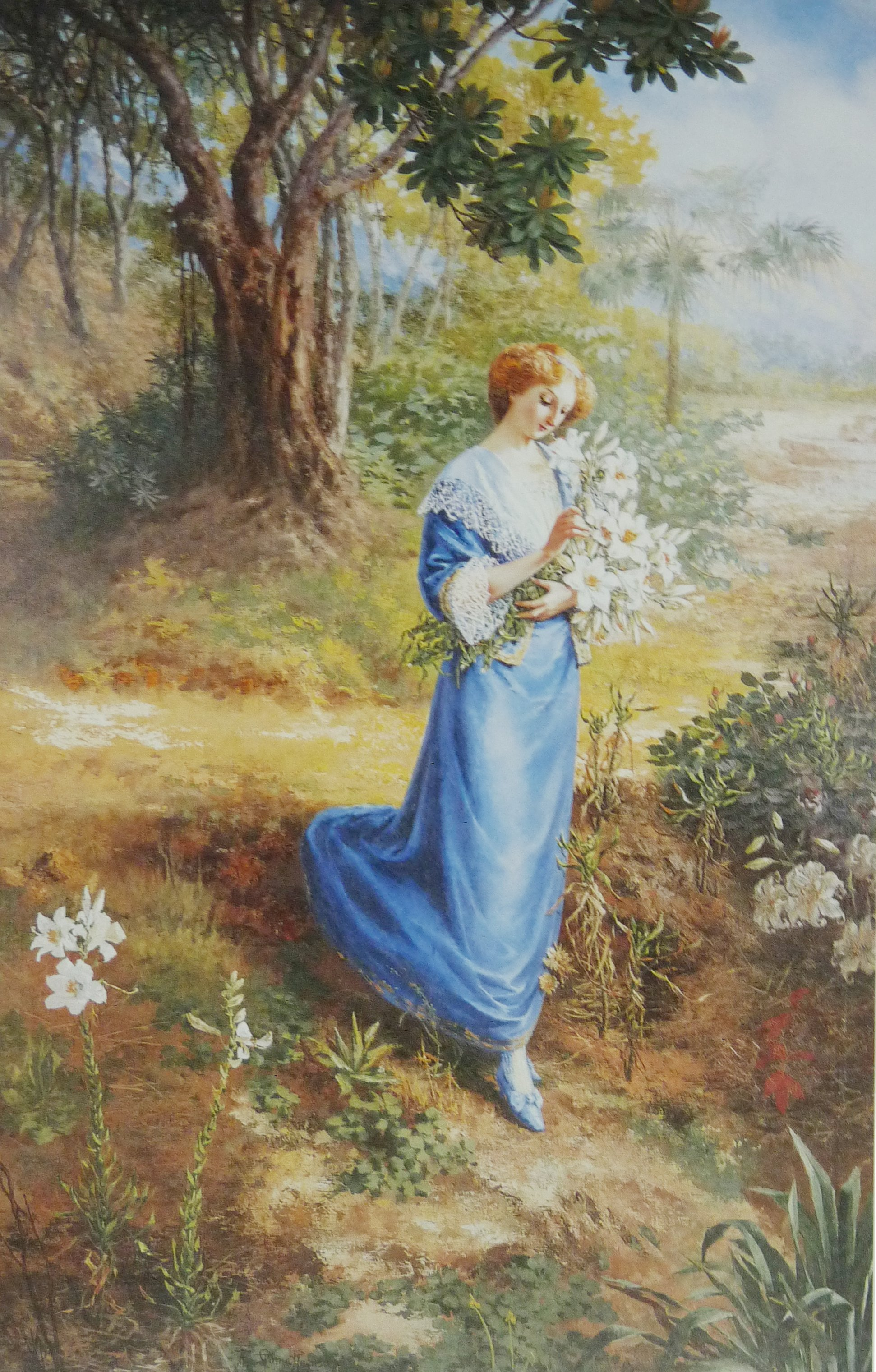
Тама Рагуза. Весна (1912)
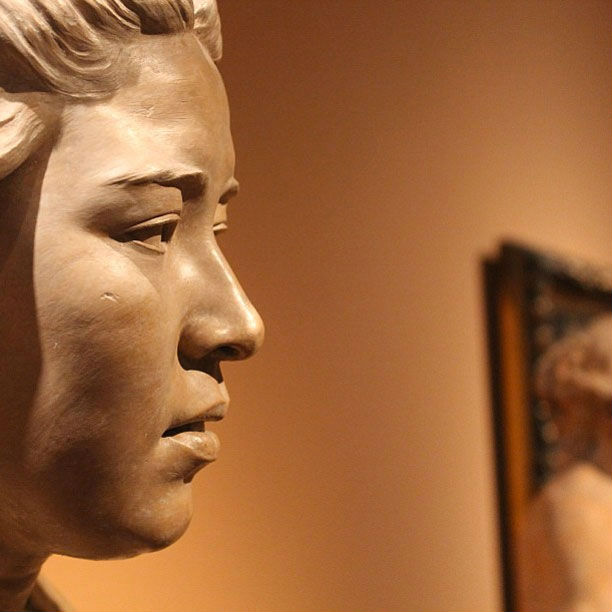
Винченцо Рагуза. Портрет Киёхара Тама (1883, Галерея современного искусства Санта-Анна, Палермо
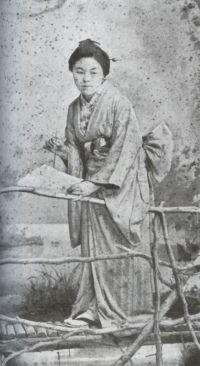
Киёхара Тама в Палермо, 1882—1883